# Taurus (album)
Taurus (tên gọi khác: Kim Ngưu) là album phòng thu thứ 10 của nữ ca sĩ Hiền Thục. Album gồm 10 ca khúc và hai bản remix, trong đó có ca khúc Giấc Mơ Ngày Xưa là soundtrack chính của bộ phim Cổng Mặt Trời. Album với giai điệu nhẹ nhàng, sôi động ban đầu phát hành online trên Zing MP3 nhận được nhiều phản ứng tích cực từ khán giả và ca khúc Yêu Dấu Theo Gió Bay trong Taurus từng liên tục có mặt trên các bảng xếp hạng âm nhạc.
Taurus đã nhận giải Album được yêu thích nhất ở giải Làn sóng xanh 2010.

## Chủ đề và đánh giá
Taurus (lấy theo tên mạng tử vi phương tây của Hiền Thục) gồm mười ca khúc mới, là sự lựa chọn trong ba năm từ hơn 20 bài hát mới mà Hiền Thục lần đầu thu âm và giới thiệu đến công chúng của các tác giả Việt Anh, Phạm Hòa Khánh, Nguyễn Hoàng Duy. Đây được coi là một album nhạc trẻ, trẻ từ người viết đến người hát, trong cách thể hiện âm nhạc và đề tài.
Hiền Thục cho biết: Lẽ ra tôi đặt tên album là An, đơn giản với một chữ An đầy ngữ nghĩa và nữ tính, nhưng nó lại mang ý nghĩa tinh thần rất lớn. Tôi luôn cầu mong sự bình an cho gia đình và người thân. Mặt khác nó đánh dấu một tâm thế của tôi lúc này. Ba năm qua tôi hạn chế xuất hiện nhiều trước công chúng và chủ động lui về làm công việc trong phòng thu để có nhiều sản phẩm âm nhạc tốt. Từ những album như Mộc, Kim Cương, Portrait 17, tôi đã trưởng thành hơn rất nhiều trong tư duy chọn bài hát, thể hiện bài hát...
Các ca khúc như Nước mắt pha lê, Yêu dấu theo gió bay, Never say goodbye là những ca khúc gắn với Hiền Thục trên các sân khấu ca nhạc một thời gian trước khi phát hành Taurus. Riêng trường hợp ca khúc Giấc mơ ngày xưa thì đặc biệt hơn. Đầu năm 2010, HTV khởi chiếu bộ phim truyền hình Cổng Mặt Trời, khán giả trẻ đặc biệt yêu thích bài hát nhạc phim và điện thoại cho Hiền Thục. Lúc ấy cô mới nhớ ra bài hát này và gọi lại cho nhạc sĩ Việt Anh để xin đưa vào album theo yêu cầu của các khán giả. Lúc này đã có hai nam ca sĩ khác thu âm lại Giấc mơ ngày xưa là Kasim Hoàng Vũ và Nguyễn Hồng Ân, nhưng với ai từng xem Cổng mặt trời thì vẫn ấn tượng nhất với Hiền Thục. Giấc mơ ngày xưa là một ca khúc viết về những năm tháng hoa niên, tình bạn thời cắp sách, một dòng nhạc được coi như sở trường của Hiền Thục. Với album Taurus, khán thính giả nhìn thấy một sức sống mới của Hiền Thục, gợi nhớ lại thời điểm của những Chiếc lá đầu tiên, Dẫu có lỗi lầm, Dạ khúc đầu những năm 2000.

## Danh sách ca khúc
1. Yêu Dấu Theo Gió Bay
2. Nước Mắt Pha Lê
3. Đừng Làm Tan Vỡ Giấc Mơ
4. Mơ Giấc Yên Lành
5. Ký Ức Buồn
6. Vẫn Yêu Dù Tình Gian Dối
7. Trọn Kiếp Yêu Anh
8. Vì Đâu Mình Mất Nhau
9. Never Say Goodbye
10. Giấc Mơ Ngày Xưa
11. Bouns track:
12. Giấc Mơ Ngày Xưa (Remix)
13. Nước Mắt Pha Lê (Remix)

## Yêu Dấu Theo Gió Bay

### Xếp hạng
| Bảng xếp hạng (2010) | Vị trí cao nhất |
| -------------------- | --------------- |
| Làn Sóng Xanh        | 1               |
| Yeah1 Countdown      | 1               |
| Zing MP3             | 4               |
| Top Aloring          | 1               |
| Xone FM              | 1               |